# Artabotrys oxycarpus
Artabotrys oxycarpus este o specie de plante angiosperme din genul Artabotrys, familia Annonaceae, descrisă de George King. Conform Catalogue of Life specia Artabotrys oxycarpus nu are subspecii cunoscute.